# Rick Astley
Pour les articles homonymes, voir Astley.
 (février 2025).
Si vous disposez d'ouvrages ou d'articles de référence ou si vous connaissez des sites web de qualité traitant du thème abordé ici, merci de compléter l'article en donnant les références utiles à sa vérifiabilité et en les liant à la section « Notes et références ».
Richard Paul Astley, dit Rick Astley, né le 6 février 1966 à Newton-le-Willows, est un chanteur et auteur-compositeur-interprète britannique. 
Il est mondialement connu pour sa chanson dance-pop Never Gonna Give You Up qui obtient un immense succès à sa sortie en 1987. Le terme « rickroll » est apparu sur Internet au milieu des années 2000 pour signifier être piégé en tombant sur cette chanson en cliquant sur son lien mais en ayant supposé qu'il s'agissait d'autre chose. 
Il a sorti neuf albums solo, le dernier étant sorti le 13 octobre 2023.

## Biographie
Rick Astley débute en intégrant un petit groupe local Give Way où il fait office de batteur puis devient le chanteur du groupe de soul FBI en 1984. C'est là que le producteur Peter Waterman le repère. En 1987, il enregistre Learning To Live avec Ochi Brown et participe au chœur de la chanson à succès de Ferry Aid Let It Be.
Mais, quelques mois plus tard, sa carrière décolle réellement avec le tube Never Gonna Give You Up qui devient rapidement le plus gros succès de l'année. Par la suite, Whenever You Need Somebody, son premier album, se vend à plus d'un million de disques. 
En 1988, il devient numéro un aux États-Unis avec ses deux premiers singles et sept de ses titres sont présents dans le top dix britannique.
En 1991, il sort son album Free auquel participe Elton John.
En 2007, un buzz se crée sur Internet autour du clip de sa chanson Never Gonna Give You Up. Sa diffusion au travers de faux liens (dans des courriels, forums, messageries instantanées…), technique connue sous le nom de rickroll, devient mondiale. Le 1er avril 2008, le site de partage de vidéos YouTube redirigea toutes les vidéos de la page d'accueil du site vers celle du clip.
En 2010, il effectue son grand retour sur la scène musicale avec un nouveau single, intitulé Lights Out.
Puis en 2016, pour fêter ses 50 ans, il sort un album nommé 50.
En 2020, le clip de Never Gonna Give You Up atteint le milliard de vues sur Youtube.
En 2022, pour célébrer les 35 ans de son tube Never Gonna Give You Up, il recrée le clip de la chanson dans une publicité de l'assurance CSAA - « InsurAAAnce ». La société a introduit dans le clip et aux travers des panneaux publicitaires un code QR qui mène au clip et produisant un rickroll.
Son neuvième album, Are We There Yet ?, est prévu pour le 6 octobre 2023.

## Vie privée
En 2003, Rick Astley épouse la productrice de cinéma danoise Lene Bausager, avec qui il a eu en 1992 une fille, Emilie.

## Discographie

### Albums studio
- 1987 : Whenever You Need Somebody (#2 Canada, R-U. #1, E-U. #10 1988)
- 1988 : Hold Me in Your Arms (#3 Canada, R-U. #8, E-U. #19 1989)
- 1991 : Free (#17 Canada, R-U. #9, E-U. #31)
- 1993 : Body & Soul (E-U. #185)
- 2001 : Keep It Turned On
- 2005 : Portrait (R-U. #26) (reprises de standards pop)
- 2016 : 50
- 2018 : Beautiful Life
- 2023 : Are We There Yet?
- 2023 : Never gonna stop

### Compilations / Rééditions
- 2001 : Together Forever - Greatest Hits and more...
- 2002 : Greatest Hits (R-U. #16)
- 2003 : The Best Of Rick Astley - Never Gonna Give You Up
- 2004 : Love Songs
- 2004 : Platinum & Gold Collection
- 2008 : The Ultimate Collection
- 2019 : The Best of Me
- 2022 : Whenever You Need Somebody (35ème anniversaire - Deluxe édition 2CD inclus l'album original + 21 titres en bonus : remixes, faces B, versions alternatives, instrumentaux,...)
- 2023 : Hold Me in Your Arms (35ème anniversaire - Deluxe édition 2CD inclus l'album original + 18 titres en bonus : remixes, faces B, versions alternatives, instrumentaux,...)

### Singles
- 1987 : Never Gonna Give You Up (Canada #1, R-U. #1, E-U. #1, France #6)
- 1987 : Whenever You Need Somebody (R-U. #3, France #11)
- 1987 : When I Fall In Love/My Arms Keep Missing You (R-U. #2)
- 1988 : Don't Say Goodbye
- 1988 : Together Forever (Canada #1 (4 Weeks), R-U. #2, E-U. #1, France #18)
- 1988 : It Would Take A Strong, Strong Man (Canada #2, E-U. #9)
- 1988 : She Wants To Dance With Me (Canada #1, R-U. #6, E-U. # 6)
- 1988 : Take Me To Your Heart (R-U. #8, France #18)
- 1989 : Ain't Too Proud to Beg/Put Yourself in My Place (E-U. #89)
- 1989 : Hold Me In Your Arms (R-U. #10)
- 1989 : Giving Up on Love (Canada #29, E-U. #38, France #46)
- 1991 : Cry For Help (Canada #3, R-U. #7, E-U. #7)
- 1991 : Never Knew Love
- 1991 : Move Right Out (E-U. #81)
- 1993 : Hopelessly (Canada #23 (airplay), E-U. #28, R-U. #33)
- 1994 : The Ones You Love (E-U. #19)
- 2001 : Sleeping
- 2010 : Lights Out
- 2016 : Keep Singing

## Filmographie
- 2004 : bande originale de Cashback (source : générique)
- 2023 : caméo dans l'episode 8 de la saison 1 de la série Netflix Mon Petit Côté Vampire